# 永井直輝
永井 直輝（ながい なおてる）は、摂津高槻藩の第11代藩主。

## 略伝
文政10年（1827年）6月29日、第10代藩主永井直与の次男として生まれる。天保6年（1835年）閏7月9日、兄の直寛が早世したために嫡子となる。天保13年（1842年）11月18日、直与の隠居により家督を相続した。幕領3万2309石を預かった。同年12月16日に従五位下遠江守に叙任する。後に飛騨守に転任する。嘉永元年（1848年）12月7日、京都火消役を命じられる。安政元年（1854年）2月10日、京都火消役を命じられる。
財政再建を目指して藩政改革を行なうが、江戸藩邸の焼失、安政の大地震、大風雨などによる藩の大被害などで失敗に終わった。嘉永6年（1853年）、ペリー来航の際には、鎖国体制下でのオランダとの通商関係の強化を幕府に提言している。
文久元年（1861年）9月25日、隠居して養子の直矢に家督を譲った。明治7年（1874年）6月1日に死去した。享年48。